# Вернон Сміт
Вернон Ломакс Сміт (англ. Vernon L. Smith, народ. 1 січня 1927) — американський економіст, лауреат Нобелівської премії з економіки 2002 року (разом з Деніелем Канеманом) «за затвердження лабораторних експериментів як інструменту емпіричного аналізу в економіці, особливо при дослідженні альтернативних ринкових механізмів».

## Навчання
Закінчив Гарвардський університет (США) в 1955 році. Під час навчання брав участь в експериментах з вивчення механізму формування ринкової рівноваги під керівництвом Едварда Чемберліна.

## Наукова діяльність
1962 року опублікував статтю «Експериментальне вивчення конкурентної ринкової поведінки», в якій описав експериментальний механізм, що забезпечував досягнення конкурентної рівноваги (механізм подвійного аукціону). Успіх експерименту емпірично підтвердив ефективність конкурентних механізмів та сприяв широкому впровадженню експериментальних досліджень в економічну теорію.

## Основні публікації
- An Experimental Study of Competitive Market Behavior. — Journal of Political Economy, 1962, vol. 70, p. 111—137